# Nazionale maschile under 20 di calcio della Serbia
La Nazionale di calcio della Serbia Under-20 è la rappresentativa Under-20 a livello internazionale della Serbia.

## Storia
La nazionale di calcio della Serbia Under-20 ha vinto il suo primo mondiale come Nazione indipendente nel 2015 nella finale con il Brasile.

## Partecipazioni ai mondiali Under-20
| Anno   | Piazzamento     | G               | V               | N*              | P               | GF              | GS              |                 |
| ------ | --------------- | --------------- | --------------- | --------------- | --------------- | --------------- | --------------- | --------------- |
| 1977   | Jugoslavia      | Jugoslavia      | Jugoslavia      | Jugoslavia      | Jugoslavia      | Jugoslavia      | Jugoslavia      |                 |
| 1979   | Jugoslavia      | Jugoslavia      | Jugoslavia      | Jugoslavia      | Jugoslavia      | Jugoslavia      | Jugoslavia      |                 |
| 1981   | Jugoslavia      | Jugoslavia      | Jugoslavia      | Jugoslavia      | Jugoslavia      | Jugoslavia      | Jugoslavia      |                 |
| 1983   | Jugoslavia      | Jugoslavia      | Jugoslavia      | Jugoslavia      | Jugoslavia      | Jugoslavia      | Jugoslavia      |                 |
| 1985   | Jugoslavia      | Jugoslavia      | Jugoslavia      | Jugoslavia      | Jugoslavia      | Jugoslavia      | Jugoslavia      |                 |
| 1987   | Jugoslavia      | Jugoslavia      | Jugoslavia      | Jugoslavia      | Jugoslavia      | Jugoslavia      | Jugoslavia      |                 |
| 1989   | Jugoslavia      | Jugoslavia      | Jugoslavia      | Jugoslavia      | Jugoslavia      | Jugoslavia      | Jugoslavia      |                 |
| 1991   | Jugoslavia      | Jugoslavia      | Jugoslavia      | Jugoslavia      | Jugoslavia      | Jugoslavia      | Jugoslavia      |                 |
| 1993   | Sospesa         | Sospesa         | Sospesa         | Sospesa         | Sospesa         | Sospesa         | Sospesa         |                 |
| 1995   | Sospesa         | Sospesa         | Sospesa         | Sospesa         | Sospesa         | Sospesa         | Sospesa         |                 |
| 1997   | Non qualificata | Non qualificata | Non qualificata | Non qualificata | Non qualificata | Non qualificata | Non qualificata | Non qualificata |
| 1999   | Non qualificata | Non qualificata | Non qualificata | Non qualificata | Non qualificata | Non qualificata | Non qualificata | Non qualificata |
| 2001   | Non qualificata | Non qualificata | Non qualificata | Non qualificata | Non qualificata | Non qualificata | Non qualificata | Non qualificata |
| 2003   | Non qualificata | Non qualificata | Non qualificata | Non qualificata | Non qualificata | Non qualificata | Non qualificata | Non qualificata |
| 2005   | Non qualificata | Non qualificata | Non qualificata | Non qualificata | Non qualificata | Non qualificata | Non qualificata | Non qualificata |
| 2007   | Non qualificata | Non qualificata | Non qualificata | Non qualificata | Non qualificata | Non qualificata | Non qualificata | Non qualificata |
| 2009   | Non qualificata | Non qualificata | Non qualificata | Non qualificata | Non qualificata | Non qualificata | Non qualificata | Non qualificata |
| 2011   | Non qualificata | Non qualificata | Non qualificata | Non qualificata | Non qualificata | Non qualificata | Non qualificata | Non qualificata |
| 2013   | Non qualificata | Non qualificata | Non qualificata | Non qualificata | Non qualificata | Non qualificata | Non qualificata | Non qualificata |
| 2015   | Campione        | 7               | 6               | 0               | 1               | 10              | 4               |                 |
| 2017   | Non qualificata | Non qualificata | Non qualificata | Non qualificata | Non qualificata | Non qualificata | Non qualificata | Non qualificata |
| 2019   | Non qualificata | Non qualificata | Non qualificata | Non qualificata | Non qualificata | Non qualificata | Non qualificata | Non qualificata |
| 2023   | Non qualificata | Non qualificata | Non qualificata | Non qualificata | Non qualificata | Non qualificata | Non qualificata | Non qualificata |
| Totale | 1/23            | 7               | 6               | 0               | 1               | 10              | 4               |                 |

* I pareggi includono anche le partite concluse ai calci di rigore

## Palmarès
- Campionato mondiale Under-20:

2015

## Tutte le rose

### Campionato mondiale di calcio Under-20
Campionato del mondo Under-20 20151 Rajković, 2 Gajić, 3 Antonov, 4 Zdjelar, 5 Veljković, 6 Babić, 7 Šaponjić, 8 Maksimović, 9 Mandić, 10 Gaćinović, 11 Živković, 12 Manojlović, 13 Milošević, 14 Jovanović, 15 Stevanović, 16 Grujić, 17 Pankov, 18 Janković, 19 Ilić, 20 S. Milinković-Savić, 21 V. Milinković-Savić, CT: Paunović